# Schwarzdorn-Akazie
Die Schwarzdorn-Akazie (Senegalia mellifera (Vahl) Seigler & Ebinger, Syn.: Acacia mellifera (Vahl) Benth.) ist eine Pflanzenart aus der Gattung Senegalia in der Unterfamilie der Mimosengewächse (Mimosoideae) innerhalb der Familie der Hülsenfrüchtler (Fabaceae). Sie ist in allen trockenen Gebieten Nord- und Südafrikas sowie auf der Arabischen Halbinsel verbreitet.

## Herkunft des Namens
Das Artepitheton mellifera bedeutet so viel wie Honig tragend und bezieht sich auf die süßlich duftenden Blüten. Die Trivialnamen sowohl der deutsche Schwarzdorn als auch der englische Blackthorn lassen sich auf das Holz dieser Art zurückführen, das sich beim Einölen pechschwarz verfärbt.

## Beschreibung

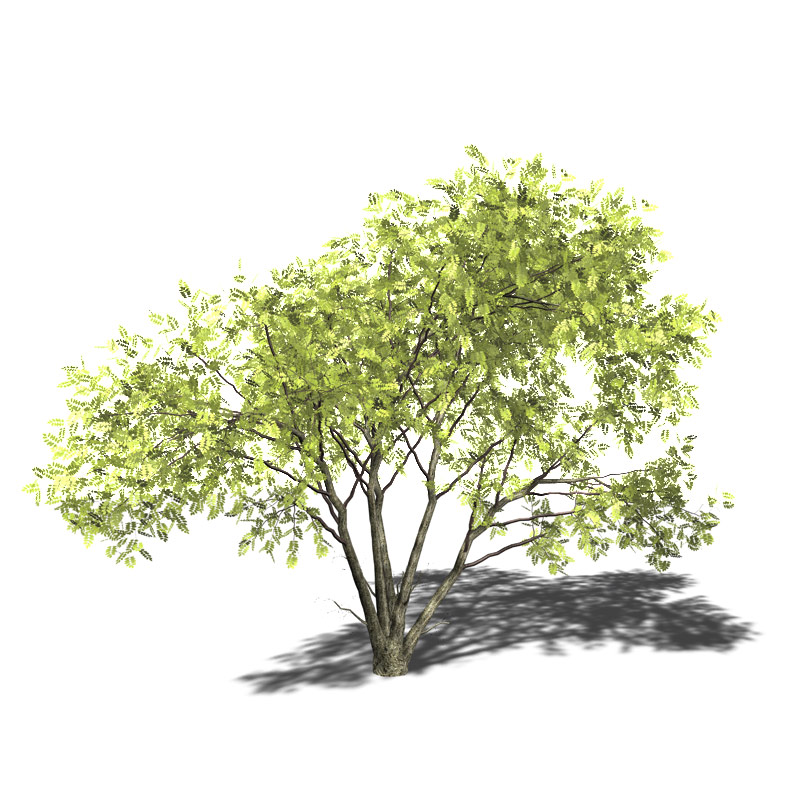
Illustration

Senegalia mellifera kann entweder als 1 bis zu 7 Meter hoher mehrstämmiger Strauch mit mehr oder weniger trichterförmiger Krone auftreten, oder aber als kleiner einstämmiger Baum mit ausladender Krone, der Wuchshöhen von bis zu 9 Meter erreichen kann. Senegalia mellifera kann sich sowohl durch Samenbildung (generativ) als auch durch Stockausschlag (vegetativ) vermehren und bildet oftmals ein undurchdringliches Dickicht von mehreren 100 Individuen.

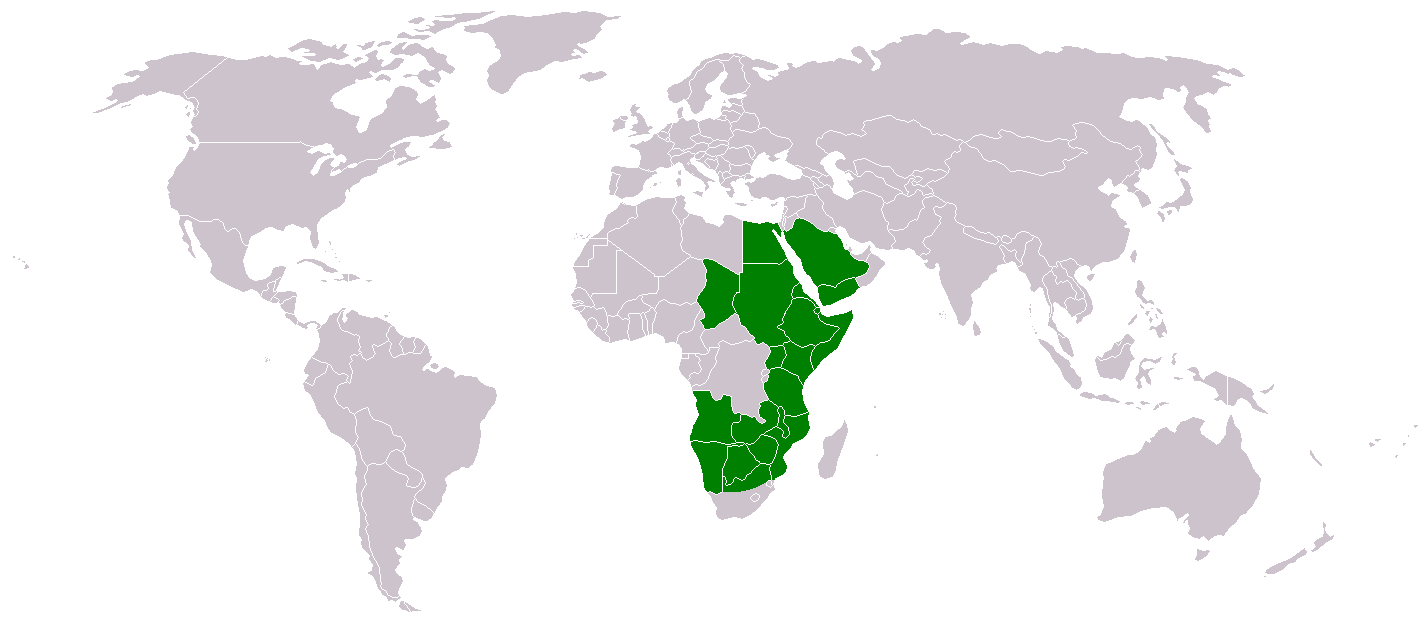
Verbreitungskarte

## Verwendung
In den Trockengebieten Afrikas wird die Schwarzdorn-Akazie unter anderem als Zaun, Futtermittel und Baumaterial für Hütten genutzt. Mancherorts wird auch der Blütennektar als Nahrung verwendet, vor allem aber wird der Milchsaft als Brechmittel und die abgekochte Borke gegen Bauchschmerzen, Lungenentzündung und Malaria eingesetzt.